# KrAZ H12.2
Der Lastkraftwagen KrAZ H12.2 (ukrainisch КрАЗ Н12.2) ist ein Lkw-Typ des ukrainischen Fahrzeugherstellers KrAZ, der seit dem Jahr 2011 in Serie produziert wird.

## Technische Daten
Der KrAZ H12.2 ist mit einem Reihen-Sechszylinder-Dieselmotor des Typs JaMZ-536 ausgestattet, der bei einem Hubraum von 6650 cm³ eine Leistung von 229 kW erreicht. Beispielhaft seien hier die Daten der Modellvariante KrAZ H12.2 aufgeführt:
- Motor: R6-Dieselmotor
- Hubraum: 6650 cm³
- Leistung: 229 kW (312 PS)
- Motortyp: JaMZ-536
- Getriebe: 9JS150ТА
- Schaltung: mechanisch
- Kupplung: MFZ-430
- Antriebsformel: 4×2
- Zuladung: 13.500 kg